# Acoenonia europaea
Acoenonia europaea är en tvåvingeart som beskrevs av Boris Mamaev 1964. Acoenonia europaea ingår i släktet Acoenonia och familjen gallmyggor. Arten är reproducerande i Sverige. Inga underarter finns listade i Catalogue of Life.